# Louis-Alexandre de Bourbon (1747-1768)
Pour les articles homonymes, voir Louis-Alexandre de Bourbon (homonymie) et Bourbon.
Signature
Louis-Alexandre-Joseph-Stanislas de Bourbon, né à l'hôtel de Toulouse le 6 septembre 1747 et mort au château de Louveciennes le 6 mai 1768, est un prince français et prince de Lamballe. Fils de Louis de Bourbon et de Marie-Thérèse-Félicité d'Este, il est un descendant de Louis XIV. Il fut l'époux de Marie-Louise-Thérèse de Savoie-Carignan, amie de Marie-Antoinette d'Autriche.

## Biographie

### Enfance
Louis-Alexandre de Bourbon est le seul survivant avec sa sœur Marie-Adélaïde de Bourbon des sept enfants de Louis de Bourbon de Marie-Thérèse-Félicité d'Este. Son père est petit-fils du roi Louis XIV, par son père Louis-Alexandre de Bourbon, fils légitimé du monarque et de Madame de Montespan. Né à l'hôtel de Toulouse, à Paris, le 6 septembre 1747. Le jeune garçon perd sa mère à l'âge de sept ans, à la suite d'un accouchement très difficile.
L'année suivante, en 1755, Louis-Alexandre reçoit la charge de Grand veneur de France, gardée jusqu'à sa mort. Il est baptisé au château de Versailles le 27 avril 1756, ayant pour parrain le roi Louis XV et la reine Marie Leszczynska. Le roi lui donne les prénoms de son grand-oncle, grand-père de l'enfant, le comte de Toulouse, et la reine donne celui de son père, Stanislas Leszczynski. Le duc de Luynes précise que la reine donne toujours le nom de Joseph à ses filleuls.

### Mariage
Comme certains jeunes hommes de la très haute noblesse, sa jeunesse fut des plus licencieuses, et il fut entraîné en cela par son cousin, le duc de Chartres. Son père décida alors de le marier afin de l'assagir et lui choisit pour épouse une princesse douce et pieuse, Marie-Louise-Thérèse de Savoie-Carignan, issue d'une branche cadette de la maison de Savoie. L'union est célébré par procuration à Turin le 17 janvier 1767 puis en personne à Nangis le 31 janvier 1767.
Le mariage n'eut pas le résultat escompté : la jeune princesse, sincère, discrète et émotive, n'avait pas les qualités propres à retenir un tel époux, et le prince ne tarda pas à multiplier les infidélités, en particulier avec une comédienne. Menant une vie dissolue et dépensant beaucoup, il dut vendre les diamants de son épouse pour éponger ses dettes. Il mourut d'une forme de maladie vénérienne le 6 mai 1768, à l'âge de vingt ans, et sans descendance aucune.

### Décès
Il s'éteignit au château de Louveciennes, laissant son épouse, la princesse de Lamballe, âgée de seulement dix-neuf ans, veuve et défigurée par les maladies que lui avait transmises son défunt époux. Le duc de Penthièvre assista impuissant et désespéré à la mort de son fils. Suivant ses volontés, le prince fut inhumé sans cérémonie au château de Rambouillet, demeure familiale.
L'année suivante, Louis-Philippe d'Orléans demanda pour son fils, Louis-Philippe, compagnon de débauche du défunt et futur «Philippe Égalité», la main de Mademoiselle de Penthièvre. C'était une union, scandaleuse pour l'époque, entre un prince du sang légitime et une demoiselle issue d'une ligne bâtarde légitimée, mais la mort de son frère avait fait d'elle une riche héritière.

## Titres
- 6 septembre 1747 - 6 mai 1768 : Son Altesse Sérénissime Monseigneur le prince de Lamballe.